# MÁV 288
A GyVHÉV 1–2 pályaszámú mozdonyai szerkocsis keskenynyomtávú gőzmozdonyok voltak.
A Gyulavidéki HÉV (GyVHÉV) két gőzmozdonyt vásárolt Weitzer János Gép,- Waggongyár és Vasöntöde Rt., Arad cégtől 1903-ban. A GyVHÉV üzemeltetését 1908-ban a MÁV vette át, ettől kezdve a mozdonyok MÁV cégjelet viselték és az államvasút nyilvántartásaiban mint a „123. gyári számú mozdony”, illetve a „124. gyári számú mozdony” szerepeltek. A mozdonyok az 1911. évi átszámozás során a 288 sorozatjelet és a 001, illetve 002-es folyószámot, azaz a 288,001–002 pályaszámot kapták.
 1919-ben a két mozdony a CFR-hez került ahol megtartották korábbi pályaszámaikat. A CFR 288,002-est 1926-ban selejtezte, a CFR 288,001 további sorsa ismeretlen.